# راب ادواردز (فیلم‌نامه‌نویس)
راب ادواردز (به انگلیسی: Rob Edwards) فیلمنامه‌نویس و تهیه‌کننده فیلم‌های تلویزیونی و بلند آمریکایی است. نوشته‌های او شامل فیلم‌های بلند پویانمایی دیزنی، سیاره گنج و شاهدخت و قورباغه می‌شوند که هردوی آن‌ها نامزد جایزه اسکار بهترین فیلم پویانمایی شدند. در سال ۲۰۰۹، همراه با ران کلمنتس و جان ماسکر، ادواردز برنده جایزه بهترین فیلمنامه از انجمن منتقدان فیلم آفریقایی-آمریکایی برای شاهدخت و قورباغه شد.